# Nationalpark Los Arrayanes
Der Nationalpark Los Arrayanes (span. Parque Nacional Los Arrayanes) ist ein Nationalpark in Argentinien mit einer Fläche von 18,4 km². Er umfasst fast vollständig die Halbinsel Quetrihué im Nahuel-Huapi-See in der Provinz Neuquén. Sein Eingang befindet sich 3 km südlich von Villa la Angostura. Die Südspitze ist per Boot von Bariloche und Villa la Angostura erreichbar.
Obwohl die Halbinsel schon seit 1934 innerhalb des Nahuel-Huapi-Nationalparks geschützt war, wurde 1971 dieser Nationalpark speziell zum Schutz der Arrayán-Myrtenbäume (Luma apiculata) geschaffen. 
Einzelne Arrayán-Bäume kann man schon an einem 12 km langen Wander- und Fahrradweg sehen, an der Südspitze gibt es dann ein fast reines Arrayán-Gebiet. Die äußerst langsam wachsenden, schmalen Bäume sind hier bis zu 600 Jahre alt und haben dann eine Höhe von knapp 20 Metern. Zum Schutz der jungen Bäume werden Besucher nun durch Führer auf einem Holzweg durch das Gelände geleitet. Mittlerweile lässt man die Vegetation ungestört, d. h. auch andere Baumarten „dürfen“ sich in dem Waldgebiet wieder ansiedeln. 
Ein ähnlicher Wald, nicht für Besucher zugänglich, existiert auf der gegenüberliegenden Isla Victoria.
Im vollständig bewaldeten Nationalpark mit zwei Seen leben Pudús, Huemuls, Guanakos, Chiloé-Beutelratten und kleine Füchse. Unter den Vögeln sieht man Spechte, Falken, Adler und Andenkondore.
Um 1900 wurde das Gebiet des Parks einem Admiral O’Connor übertragen, der es 1931 an eine Familie Lynch verkaufte. 1934 wurde der größte Teil enteignet, 50 Hektar sind heute noch in Privatbesitz der Familie.